# Muscle tenseur du fascia lata
 (novembre 2022).
Le muscle tenseur du fascia lata est un muscle du membre inférieur situé sur la face latérale de la cuisse. Il fait partie des muscles fessiers superficiels avec les muscles petit glutéal, moyen glutéal et grand glutéal.

## Description
Le muscle tenseur du fascia lata est un muscle très fin et peu puissant qui relie l'os coxal au tibia par l’intermédiaire du tractus ilio-tibial.

## Origine
Le muscle tenseur du fascia lata se fixe sur :
- le cinquième antérieur de la lèvre latérale de la crête iliaque et sur l'épine iliaque antérieure et supérieure,
- l'aponévrose glutéale.

## Trajet
Le muscle tenseur du fascia lata descend obliquement en arrière. Son corps musculaire quadrilatère devient très vite tendineux.

## Terminaison
Le muscle tenseur du fascia lata se termine sur le quart supérieur du bord antérieur du tractus ilio-tibial qui descend verticalement sur la face antéro-latérale de la cuisse pour se terminer sur le tubercule infra-condylaire sous le plateau tibial latéral du tibia.

## Innervation
Le muscle tenseur du fascia lata est innervé par le nerf glutéal supérieur.

## Vascularisation
Il est vascularisé par l'artère circonflexe fémorale antérieure et par une branche de l'artère glutéale supérieure.

## Action
Il agit comme :
- abducteur et rotateur médial accessoire de la cuisse.
- fléchisseur accessoire de la hanche.

Les muscles grand glutéal et tenseur du fascia lata se terminent tous les deux sur le tractus ilio-tibial et constituent donc ensemble le deltoïde fessier. Quand ils se contractent simultanément, ils tendent le tractus ilio-tibial et tendent ainsi le fascia lata, ce qui permet de renforcer l'action des muscles de la cuisse.
Le deltoïde fessier peut être considéré comme un stabilisateur du genou fléchi.

## Galerie

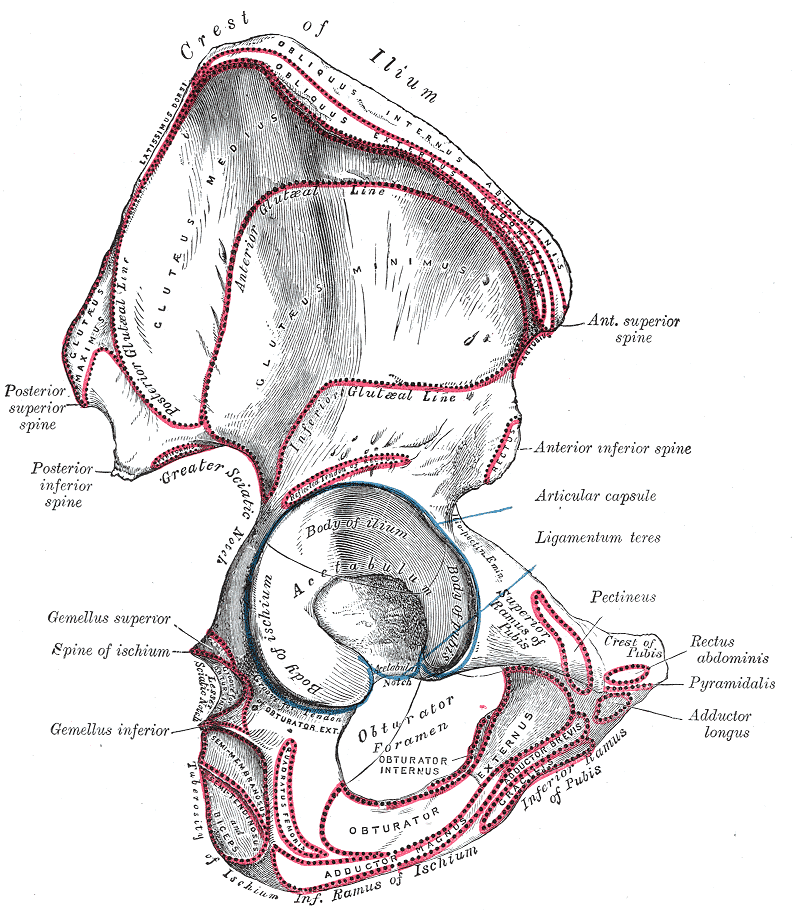
Os coxal droit. Vue externe.
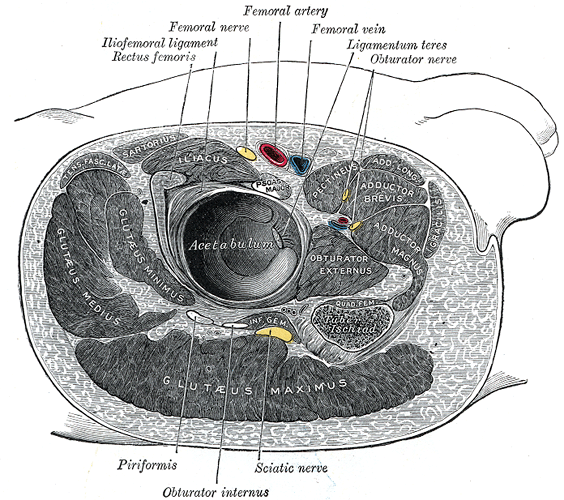
Structures entourant l'articulation coxo-fémorale droite.
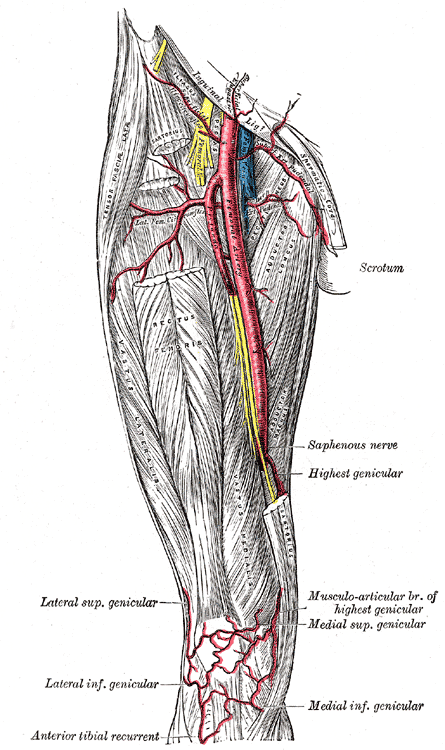
L'artère fémorale.
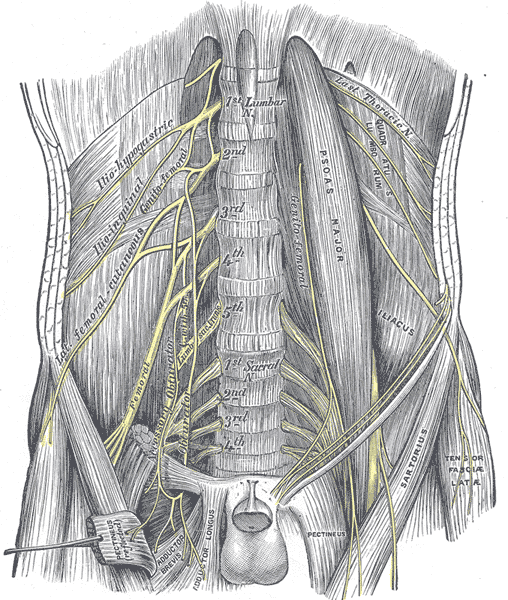
Le plexus lombaire.
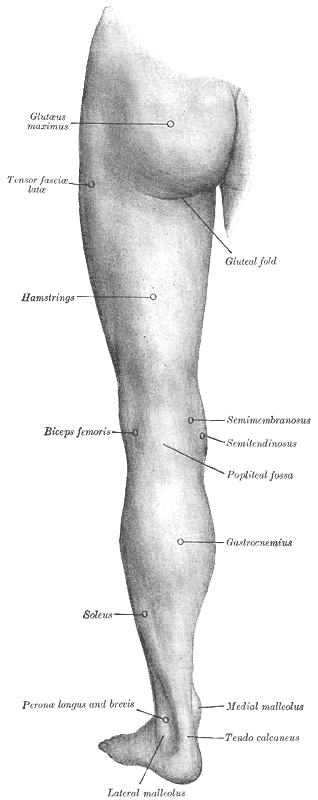
Vue postérieure du membre inférieur.

### Sources
- Traité d'anatomie, de Jean-Pol Beauthier. Publié en 1990.  (ISBN 2-8041-1359-0). En ligne, page 57.
- Pierre Kamina, Précis d'Anatomie Clinique Tome 1.